# Дифосфін
Дифосфі́н — неорганічна сполука складу P2H4. Безбарвна рідина; нестійка, спалахує за кімнатної температури.

## Хімічні властивості
Дифосфін є вкрай нестійкою речовиною, вона диспропорціонує на світлі:
{\displaystyle \mathrm {P_{2}H_{4}\rightarrow 2PH_{3}+H_{2}} }
При вільному доступі кисню легко спалахує з утворенням фосфіну та суміші оксидів:
{\displaystyle \mathrm {P_{2}H_{4}+O_{2}\rightarrow PH_{3}+PO_{x}} }

## Отримання
Дифосфін утворюється при взаємодії між монофосфідом кальцію CaP та водою:
{\displaystyle \mathrm {2CaP+4H_{2}O\rightarrow 2Ca(OH)_{2}+P_{2}H_{4}} }
Також його можна синтезувати як побічний продукт реакції отримання фосфіну та виділити шляхом конденсування:
{\displaystyle \mathrm {Ca_{3}P_{2}+HCl\rightarrow PH_{3}+(P_{2}H_{4})+CaCl_{2}} }